# 耶律韓八
耶律韩八（?—?），字嘲隐。辽国将领。北院详稳古之五世孙。
耶律韩八倜傥有大志，太平年间，游历京师，住在行宫之侧，身边只有囊衣匹马而已。辽圣宗微服出猎，见到他问道：“你是何人？”耶律韩八不认识皇帝，回答：“我是北院部人韩八，来求官的。”辽圣宗与他讲话，知道他有才干。当时北院奏南京疑狱久不决，辽圣宗召耶律韩八飞马去审录，举朝皆惊。耶律韩八量情处理，没有冤案。受到圣宗的嘉奖。让他籍群牧马。景福元年（1031年），为左夷离毕，转任北面林牙，眷遇优异。重熙六年（1037年），改北院大王，政务宽仁，复为左夷离毕。重熙十二年（1043年），再为北院大王。入朝，辽兴宗对他说：“卿守边任重，当实府库、振贫乏以报朕。”卒年五十五岁。家无旧蓄新衣，遣使吊祭，给葬具。耶律韩八平时不屑细务，喜愠不形於色。有时丢失所乘马，家僮以同色者取代，数月没有发现。

## 延伸阅读
[在维基数据编辑]
 《遼史·卷91》，出自脱脱《遼史》